# Äppelrönn
Äppelrönn, (även äpplerönn, sötrönn eller päronrönn), Sorbus domestica, är en  växt i familjen rosväxter.

## Utbredning och ekologi
Äppelrönn växer vilt på kullar och i bergstrakter upp till 700 m ö.h. i Nordafrika (Algeriet), Europa (Spanien, södra Frankrike, några få platser i England och Wales, södra Tyskland, Österrike, Italien, Ungern, Ukraina och Balkanhalvön, samt västra Asien (Cypern, Turkiet och Kaukasus). Utanför detta område finns den odlad eller förvildad. I Sverige är den härdig i odlingszon 1–3. Äppelrönnen föredrar kalkrik jord och växer ofta tillsammans med ullek (Quercus pubescens). Trädet tar lång tid på sig att växa, men kan i gengäld bli över 400 år gammalt, möjligen upp till 600 år.

## Utseende
Trädet blir upp till 20 meter högt och 4 meter i omkrets. Barken är först grågrön, för att sedan bli mörkbrun och full av täta, smala sprickor. Knopparna är släta, rundade och gröna – vilket skiljer den från rönn (S. aucuparia), som har håriga, spetsiga och mörkt violetta knoppar.
Bladen hänger nedåt och är sammansatta, där 5–10 symmetriska par småblad bildar varje blad. Bladen liknar dem hos rönn, men är större och har en tandning längs kanten på de övre två tredjedelarna. Bladen är glatta och matta i färgen, men blir ullhåriga under blomningsperioden i maj–juni. Stiplerna är 6-14 mm och större än hos rönn (4-8 mm) och strax avfallande. Blommorna, som har 5(6) stift (rönn 3-4), är vita och 16-18 mm i diameter. Frukterna är cirka 3 cm långa och äppel- eller päronlika. De är gröna på skuggsidan och röda på solsidan, men blir brunare och mjukare allteftersom de mognar.

## Användning
Äpplerönn odlas som prydnadsträd och för fruktens och virkets skull.
Frukten kallas för rönnäpple. Övermogna frukter är ätliga och används bland annat till marmelad och spritdrycker.
Virket är vitt, hårt och starkt.